# Patrik Sinkewitz
Patrik Sinkewitz (Fulda, Hessen, 20 d'octubre de 1980) és un ciclista alemany, professional des del 2001, a l'equip Mapei. De jove fou un ciclista prometedor, destacant la victòria a la Volta a Alemanya de 2004. El 2006 firmà per l'equip T-Mobile per tal d'ajudar el seu líder, Jan Ullrich, en les etapes de muntanya del Tour de França, però amb la seva expulsió per la implicació en l'Operació Port passà a ajudar Andreas Klöden.
El 8 de juny de 2007 va donar positiu en un control antidopatge. La seva col·laboració amb les autoritats esportives li van comportar una reducció de la sanció a sols un any. El novembre de 2008, signa amb el PSK Whirpool-Author, formació continental.
El 2009 aconseguí les primeres victòries després de la seva suspensió i posterior retorn a la competició. El 2010 fitxà pel ISD-Neri. El 27 de febrer de 2011 tornà a ser controlat positiu en un control antidopatge durant la disputa del Gran Premi de Lugano. En aquesta ocasió de li detectà hormona del creixement en una mostra de sang. En ser reincident s'exposà a una suspensió de per vida, però el 2012 va ser absolt.
L'any 2012 fitxa pel Méridiana Kamen i l'any següent tornaren els triomfs, però el febrer de 2014, el TAS va confirmar la sanció, estimant el recurs que havia interposat l'Agència alemanya antidopatge contra la seva absolució. Va ser suspès amb vuit anys.

## Palmarès
- 2000
  - 1r al Thüringen-Rundfahrt

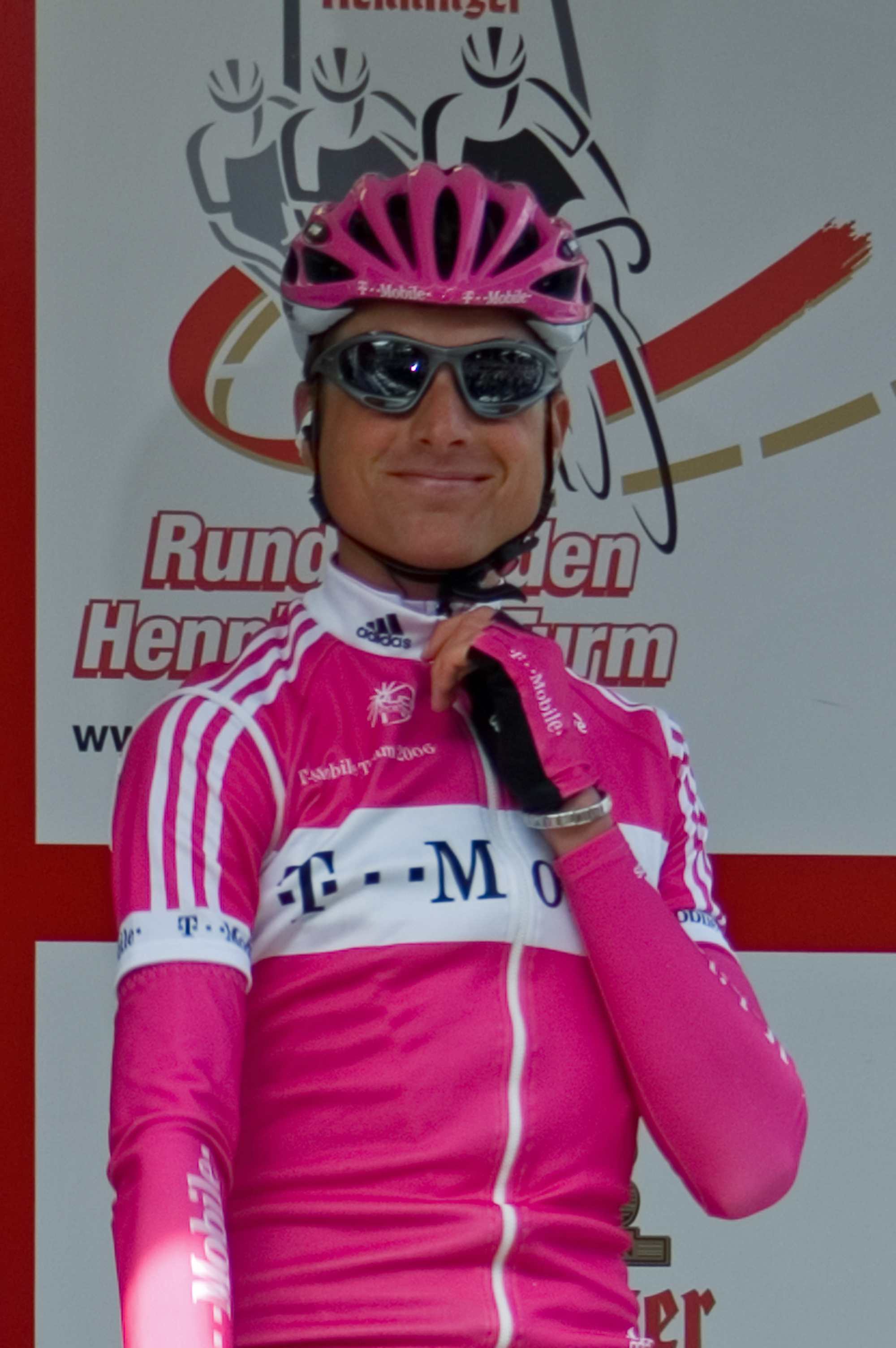
Patrik Sinkewitz al Rund um den Henninger Turm 2006

  - Vencedor d'una etapa del Giro de les Regions
- 2002
  - 1r al Gran Premi Winterthur
- 2004
  - 1r a la Volta a Alemanya i vencedor d'una etapa
  - 1r a la Japan Cup
- 2006
  - Vencedor d'una etapa del Drei-Länder-Tour
- 2007
  - 1r a la Rund um den Henninger Turm
- 2009
  - 1r al Sachsen-Tour i vencedor d'una etapa
  - Vencedor d'una etapa de la Volta a Portugal
- 2010
  - 1r al Giro de la Romanya
- 2013
  - 1r a la Setmana Ciclista Lombarda i vencedor de 2 etapes
  - Vencedor d'una etapa de la Istrian Spring Trophy

### Resultats al Tour de França
- 2005. 59è de la classificació general
- 2006. 23è de la classificació general
- 2007. Abandona (9a etapa)

### Resultats a la Volta a Espanya
- 2003. 73è de la classificació general
- 2004. Abandona (9a etapa)